# Oszustwo ubezpieczeniowe
Oszustwo ubezpieczeniowe – występek polegający na spowodowaniu, w celu uzyskania odszkodowania z tytułu umowy ubezpieczenia, zdarzenia będącego podstawą wypłaty takiego odszkodowania. Zdarzeniem takim jest wypadek losowy, od zajścia którego umowa ubezpieczenia uzależnia wypłatę odszkodowania np. pożar mienia ubezpieczonego od ognia. Sprawca przestępstwa nie musi być beneficjentem ubezpieczenia, może także działać w celu uzyskania odszkodowania dla kogo innego. Przestępstwo zostaje popełnione już z chwilą spowodowania zdarzenia niezależnie od tego, czy sprawca otrzymał później odszkodowanie z tego tytułu.
Nie jest oszustwem ubezpieczeniowym działanie polegające na sfingowaniu zdarzenia objętego ubezpieczeniem np. upozorowanie kradzieży własnego samochodu. Zachowanie takie podlega ocenie z punktu widzenia wypełnienia znamion zwykłego oszustwa, co wiąże się z surowszą odpowiedzialnością sprawcy oraz brakiem dobrodziejstwa czynnego żalu.
Uzyskując od ubezpieczyciela odszkodowanie, oszust ubezpieczeniowy dopuszcza się kolejnego przestępstwa a to zwykłego oszustwa. Przyjmuje się jednak wtedy, że oszustwo ubezpieczeniowe stanowi w ramach pomijalnego zbiegu przestępstw czyn współukarany uprzedni wobec oszustwa, które jest wykorzystaniem owoców pierwszego przestępstwa.
Nie podlega karze za oszustwo ubezpieczeniowe sprawca, który przed wszczęciem postępowania karnego dobrowolnie zapobiegł wypłacie odszkodowania przez ubezpieczyciela (czynny żal).
Przestępczość ubezpieczeniowa bywa raczej przemilczana przez towarzystwa ubezpieczeniowe, choć rzadkością nie jest.